# Propeamussium holmesii
Propeamussium holmesii är en musselart som först beskrevs av Dall 1886.  Propeamussium holmesii ingår i släktet Propeamussium och familjen Propeamussidae. Inga underarter finns listade i Catalogue of Life.